# Петер Дворський
Петер Дворський (словац. Peter Dvorský; нар. 25 вересня 1951, Партизанське, Чехословаччина) — словацький оперний співак (ліричний тенор) і педагог. Лауреат Міжнародного конкурсу імені П. І. Чайковського (1974), Каммерзенгер (1986, Австрія). У 2013 році нагороджений державною нагородою Словаччини — Хрестом Прібіни I класу. Нагороджений медаллю «За заслуги» 1 ступеня (Чехія).

## Біографія
Дворський народився 25 вересня 1951 року в Партизанському, Чехословаччина, Словаччина, є ліричним тенором. Репертуар співака в основному складається з партій в операх італійських і слов'янських композиторів.
У 1969–1973 роках Петер Дворський навчався в Братиславській консерваторії в класі професора Іди Чернецької. Ще студентом в 1972 році дебютував на сцені Словацького національного театру в партії Ленського в опері Чайковського «Євгеній Онєгін».
У 1973 році співак виграв національний конкурс співу в словацькому місті Трнава. У 1975 році співак посів перше місце в Міжнародному музичному конкурсі в Женеві, в результаті чого рік стажувався в міланському театрі Ла Скала під керівництвом Ренати Карозіа і Джузеппе Лугга. У 1975–1976 роках виступав у Віденській опері. У 1977 році дебютував в Метрополітен-Опера в партії Альфреда в «Травіаті», а рік по тому в Ла Скала. У 1981–1882 роках брав участь у фестивалі «Арена ді Верона».
Петер Дворський є лауреатом Державної премії колишньої Чехословаччини. У 1986 році в Австрії співакові було присуджено почесне звання Каммерзенгера. У 1999 році за виконання партії Ендрю в опері словацького композитора Еугена Сухоня «Вир» співак отримав приз міністра культури.
З 2007 року веде щорічні майстер-клас співу, який є частиною щорічного музичного фестивалю в місті П'єштяні в Словаччині.
З 2006 року був керівником оперного театру в місті Кошиці (Словаччина), а з 2010 року є директором опери Словацького національного театру в Братиславі. У 2012 році Петер Дворський отримав приз CENTROPE за організацію і проведення міжнародного дитячого пісенного конкурсу «Словацький соловей».

## Нагороди
- У 2013 році Дворський нагороджений державною нагородою Словаччини — Хрестом Прібіни I класу.
- Нагороджений медаллю «За заслуги» 1 ступеня (Чехія).

## Сім'я
Чотири брати: співаки Мирослав, Ярослав, Павло і економіст Венделін.
Одружений.

## Дискографія
- Gaetano Donizetti: L'elisir d'amore amb Popp, Weikl, Nesterenko i l'Orquestra de la Radiodifusió de Munic dirigida per Ralf Weikert
- Leóš Janáček: Jenufa amb Söderström, Ochman, Popp, Randová i l'Orquestra Filharmònica de Viena dirigida per Charles Mackerras
- Leóš Janáček: El cas Makropoulos amb Södeström, Blachut i l'Orquestra Filharmònica de Viena dirigida per Charles MacKerras
- Giacomo Puccini: Manon Lescaut amb Rautio, Quilico i l'Orquestra de La Scala dirigida per Lorin Maazel